# Trần Thúy
Trần Thúy (giản thể: 陈翠; phồn thể: 陳翠; bính âm: Chen Cui; ? - ?) là quan viên nước Yên thời Chiến Quốc trong lịch sử Trung Quốc.

## Cuộc đời
Trần Thúy không rõ thân thế, chỉ được nhắc đến trong Chiến Quốc sách.
Cuối thời Chiến Quốc, Yên Huệ vương trúng kế ly gián của Điền Đan, khiến Nhạc Nghị bỏ đi. Năm 278 TCN, Điền Đan dùng hỏa ngưu trận đại phá quân Yên, khôi phục nước Tề. Năm 265, Điền Đan sang nước Triệu làm tướng, dẫn quân đánh Yên, chiếm đất Trung Dương.
Năm 259 TCN, Yên Vũ Thành vương lợi dụng việc Triệu thua ở Trường Bình, cho người dụ dỗ các tướng Triệu là Phó Báo, Vương Dung, Tô Xạ sang Yên. Để tránh cho hai mặt lâm địch, Trần Thúy đề nghị vua Yên liên hiệp với Tề, cho em trai của vua sang Tề làm con tin..
Thái hậu biết chuyện, giận mắng Yên vương: 
Trần công không giúp ngươi trị nước thì thôi, sao lại khiến mẹ con người ta phải chia lìa? Gái già nhất định phải giết hắn.
Trần Thúy bèn vào cung muốn yết kiến thái hậu. Yên vương khuyên bảo:
Thái hậu vẫn đang giận ông, nên nán lại một chút.
Trần Thúy nhất quyết diện kiến, hỏi thái hậu:
Thái hậu sao lúc này gầy như vậy?
Thái hậu trả lời:
Dựa vào nhạn, vịt do tiên vương để lại, đáng lẽ ra không gầy, sở dĩ gầy là vì buồn rầu việc công tử phải sang Tề làm con tin.
Trần Thúy bèn nói:
Nhân chủ yêu không bằng hạng áo vải, chẳng những không yêu con mà còn không yêu chồng.
Thái hậu hỏi tại sao. Thúy đáp:
Thái hậu đem con gái gả cho chư hầu, cho nàng nghìn vàng với trăm dặm đất đai với lý do đây là việc lớn của đời người. Giờ đại vương nguyện ý phong cho công tử, nhưng trăm quan quần thần trung với chức vị đều nói: Công tử không có công lao gì, không nên phong tước. Giờ đại vương để công tử làm con tin là để công tử lập công thụ tước. Thái hậu không nghe, thần biết nhân chủ không yêu con mình. Thái hậu cùng đại vương vẫn còn trên đời, công tử được hiển quý. Một khi thái hậu ngàn thu, đại vương bỏ lại quốc gia, thái tử nối ngôi, thì địa vị của công tử còn không bằng bình dân. Vì lẽ đó không nhân lúc thái hậu cùng đại vương còn đây, phong cho công tử, thì công tử cả đời không thể thụ phong.
Thái hậu cảm thán:
Già này không hiểu được kế của trưởng giả.
Thái hậu sau đó cho người sửa soạn xe ngựa, làm quần áo, chuẩn bị đồ đạc cho công tử xuất phát.

## Trong văn hóa
Tiểu thuyết Đông Chu liệt quốc chí không nhắc đến Trần Thúy.
Vì truyện Trần Thúy thuyết phục Yên thái hậu có bối cảnh, nội dung giống với truyện Xúc Long thuyết phục Triệu thái hậu cũng trong Chiến Quốc sách,. nên người đời sau ít tin tưởng những ghi chép trong sự kiện này. Dựa theo bối cảnh lịch sử, sự kiện này nếu diễn ra, sẽ nằm trong khoảng thời gian cai trị của Yên Vũ Thành vương (270 TCN - 258 TCN) hoặc Yên Hiếu vương (257 TCN - 255 TCN).